# Doron Ben-Ami
Doron Ben-Ami est un archéologue israélien.
Ben-Ami a obtenu son doctorat à l'Université hébraïque de Jérusalem. Il est un membre de l'Institut d'Archéologie de cette ville.
Il est le découvreur du palais de la reine Hélène d'Adiabène situé dans ce qui est improprement appelé la cité de David, à Jérusalem,.